# Une Anglaise romantique
Pour plus de détails, voir Fiche technique et Distribution.
Une Anglaise romantique (titre original : The Romantic Englishwoman) est une coproduction franco-britannique réalisée par Joseph Losey et sortie en 1975.
Il a été présenté hors compétition au Festival de Cannes.

## Synopsis
Elizabeth Fielding, femme d'un riche écrivain anglais, rencontre, Thomas, un jeune homme aux activités louches, lors d'un séjour thermal à Baden-Baden. Celui-ci la suit jusqu'en Angleterre et réussit à se faire inviter par Lewis, le mari d'Elizabeth. Ce dernier soupçonne celle-ci d'être l'amante de Thomas. Elizabeth imagine, à son tour, une liaison entre Lewis, son conjoint, et Catherine. Elizabeth fugue et part avec Thomas vers la Côte d'Azur. Avec la complicité du jeune amant, Lewis Fielding récupère son épouse.

## Fiche technique
- Titre du film : Une Anglaise romantique
- Titre original : The Romantic Englishwoman
- Réalisation : Joseph Losey
- Scénario : Tom Stoppard, Thomas Wiseman d'après son roman
- Photographie : Gerry Fisher - Eastmancolor
- Direction artistique : Richard MacDonald
- Musique et direction musicale : Richard Hartley
- Montage : Reginald Beck
- Assistant réalisateur : Anthony Wayne, Yves Amoureux
- Costumes : Elsa Fennell, Ruth Myers
- Production : Dial Films (Londres), Arlington Properties, Meric-Matalon (Paris)
- Durée : 116 min.
- Pays de production :  Royaume-Uni,  France
- Date de sortie : 11 juin 1975
- Genre : Drame psychologique

## Distribution
- Glenda Jackson : Elizabeth Fielding
- Michael Caine : Lewis Fielding
- Helmut Berger : Thomas Hursa
- Marcus Richardson : David Fielding
- Kate Nelligan : Isabel
- Reinhard Kolldehoff : Herman
- Michael Lonsdale : Swan
- Béatrice Romand : Catherine
- Anna Steele : Annie
- Nathalie Delon : Miranda
- Doris Nolan : La deuxième dame au ticket-repas
- René de Castello : doublure de Michael Lonsdale

## Commentaire
Avec Une Anglaise romantique, Joseph Losey court-circuite les attentes du spectateur. Le réalisateur américain « moque en effet les clichés, à chaque fois qu'ils sont exhibés. (...) La scène de l'arrivée en calèche d'Elizabeth à Baden-Baden est ironiquement gâchée par la présence à l'arrière-plan d'un panneau publicitaire vantant les cigarettes Camel. (...) De même, le personnage d'Elizabeth, bourgeoise en plein conflit conjugal, n'a rien d'une jeune femme idéaliste et éthérée que semble promettre le titre. » (Raphaëlle Pache, "Mensonge et ambiguïté dans Une Anglaise romantique", CinémAction/L'univers de Joseph Losey, Corlet-Télérama).   En outre, ce qui ressemble, au départ, à une histoire policière, emprunte, par la suite, les chemins d'un apparent vaudeville. Car, là encore, à l'image des situations et des personnages, le film évolue dans une ambiguïté constante. Si, Losey place, effectivement, le mensonge au cœur de son récit, il n'établit, pourtant pas, de certitude absolue sur sa réalité effective. Les personnages du film vivent - à l'exception sans doute de Thomas (Helmut Berger) - dans une suspicion mutuelle permanente. « Les notions de vérité et de mensonge auxquelles ils recourent pour appréhender la réalité s'avèrent impuissantes à la saisir pleinement. » (Raphaëlle Pache, op.cité) Le film, lui-même, se charge de réduire à pure vanité le « système binaire rigide qui veut que l'on soit forcément sincère ou menteur, innocent ou coupable. (...) Losey laisse donc planer l'ambiguïté sur les situations et les personnages, déstabilisant le spectateur pour ouvrir la réflexion sur une vérité existentielle et esthétique. » (R. Pache). Les miroirs, nombreux dans le film, accentuent le caractère illusoire de toute tentative de cerner une quelconque réalité. « Les personnages semblent appartenir à une reproduction de la réalité, et non à la réalité elle-même, qui demeure introuvable. (...) C'est l'élaboration d'un art objectif qui réunit incidemment les individus et les événements » (R. Pache, op.cité), mettant en lumière la distorsion entre l'être réel et son propre reflet.  